# Col du Grand Colombier
Col du Grand Colombier je horský průsmyk v pohoří Jura ve Francii v nadmořské výšce 1501 m.
Tento průsmyk prochází jižním krajem pohoří Jura v masivu Grand Colombier. S průsmykem Chasseral Pass je nejvyšším silničním průsmykem v pohoří Jura. Prochází mezi vrchy Grand Colombier (1531 m) a Croix du Colombier (1525 m), který je dostupný chodníkem z průsmyku.

## Cyklistické závody
Průsmyk je jedním z nejnáročnějších průsmyků ve Francii, s 20% stoupáním z Artemare přes Virieu-le-Petit do Bugey (západní) strany. Průsmyk je často používán cyklisty, a pravidelně se objevuje na závodech Tour de l'Ain a také je používán v závodech Critérium du Dauphiné a Tour de l'Avenir.
Z Culozu (jih) jde o 18,3 km dlouhé stoupání s průměrným sklonem 6,9%, ale některé sekce mají sklon až 12%.

### Tour de France
Průsmyk navštívily závody Tour de France poprvé v 10. etapě Tour de France 2012 jako horská prémie nejvyšší kategorie. Lídrem na vrcholu byl Thomas Voeckler, který i tuto etapu vyhrál.